# Big Bash League 2024/25
Die Big Bash League 2024/25 war die 14. Saison dieser australischen Twenty20-Cricket-Meisterschaft. Das Turnier fand vom 15. Dezember 2024 bis zum 27. Januar 2025 statt. Im Finale konnten sich die Hobart Hurricanes mit 7 Wickets gegen die Sydney Thunder durchsetzen.

## Franchises
Seit der Gründung der Liga nehmen acht Franchises an dem Turnier teil.
| Franchise           | Farbe          | Stadt     | Heimstadion              |
| ------------------- | -------------- | --------- | ------------------------ |
| Adelaide Strikers   | Blau           | Adelaide  | Adelaide Oval            |
| Brisbane Heat       | Türkis         | Brisbane  | The Gabba                |
| Hobart Hurricanes   | Lila           | Hobart    | Blundstone Arena         |
| Melbourne Renegades | Rot            | Melbourne | Marvel Stadium           |
| Melbourne Stars     | Grün           | Melbourne | Melbourne Cricket Ground |
| Perth Scorchers     | Orange         | Perth     | Optus Stadium            |
| Sydney Sixers       | Pink           | Sydney    | Sydney Cricket Ground    |
| Sydney Thunder      | Electric Green | Sydney    | Giants Stadium           |

## Format
Die acht Franchises spielten in einer Gruppe gegen jedes andere Team zumindest einmal für insgesamt 10 Spiele per Mannschaft. Die vier Erstplatzierten der Gruppe qualifizierten sich für die Playoffs, die im Page-Playoff-System ausgetragen wurden.

## Gruppenphase
Tabelle
| Teams               | Sp. | S | N | NR | P  | NRR    |
| ------------------- | --- | - | - | -- | -- | ------ |
| Hobart Hurricanes   | 10  | 7 | 2 | 1  | 15 | −0.120 |
| Sydney Sixers       | 10  | 6 | 2 | 2  | 14 | +0.156 |
| Sydney Thunder      | 10  | 5 | 3 | 2  | 12 | +0.340 |
| Melbourne Stars     | 10  | 5 | 5 | 0  | 10 | +0.135 |
| Perth Scorchers     | 10  | 4 | 6 | 0  | 8  | +0.219 |
| Melbourne Renegades | 10  | 4 | 6 | 0  | 8  | +0.139 |
| Brisbane Heat       | 10  | 3 | 6 | 1  | 7  | −0.831 |
| Adelaide Strikers   | 10  | 3 | 7 | 0  | 6  | −0.122 |

Spiele
| 15. Dezember Scorecard | Perth | Melbourne Stars 146-9 (20)            | – | Perth Scorchers 150-4 (17.1) |
|                        |       | Perth Scorchers gewinnt mit 6 Wickets |   |                              |

| 16. Dezember Scorecard | Sydney | Melbourne Renegades 169-7 (20)      | – | Sydney Sixers 172-5 (18.3) |
|                        |        | Sydney Sixers gewinnt mit 5 Wickets |   |                            |

| 17. Dezember Scorecard | Canberra | Adelaide Strikers 182-8 (20)         | – | Sydney Thunder 183-8 (19.4) |
|                        |          | Sydney Thunder gewinnt mit 2 Wickets |   |                             |

| 18. Dezember Scorecard | Melbourne | Melbourne Stars 162-6 (20)          | – | Brisbane Heat 163-2 (18.1) |
|                        |           | Brisbane Heat gewinnt mit 8 Wickets |   |                            |

| 19. Dezember Scorecard | Geelong | Hobart Hurricanes 74 (12.4)               | – | Melbourne Renegades 78-4 (9) |
|                        |         | Melbourne Renegades gewinnt mit 6 Wickets |   |                              |

| 20. Dezember Scorecard | Adelaide | Adelaide Strikers 165-6 (20)          | – | Melbourne Stars 150-9 (20) |
|                        |          | Adelaide Strikers gewinnt mit 15 Runs |   |                            |

| 21. Dezember Scorecard | Hobart | Perth Scorchers 155-6 (20)              | – | Hobart Hurricanes 156-2 (19.2) |
|                        |        | Hobart Hurricanes gewinnt mit 8 Wickets |   |                                |

| 21. Dezember Scorecard | Sydney | Sydney Thunder 163-5 (20)           | – | Sydney Sixers 164-5 (20) |
|                        |        | Sydney Sixers gewinnt mit 5 Wickets |   |                          |

| 22. Dezember Scorecard | Brisbane | Adelaide Strikers 174-6 (20)        | – | Brisbane Heat 175-7 (20) |
|                        |          | Brisbane Heat gewinnt mit 3 Wickets |   |                          |

| 23. Dezember Scorecard | Melbourne | Perth Scorchers 143-8 (20)                | – | Melbourne Renegades 144-8 (19) |
|                        |           | Melbourne Renegades gewinnt mit 2 Wickets |   |                                |

| 26. Dezember Scorecard | Sydney | Melbourne Stars 194-9 (20)          | – | Sydney Sixers 198-2 (18.1) |
|                        |        | Sydney Sixers gewinnt mit 8 Wickets |   |                            |

| 26. Dezember Scorecard | Perth | Perth Scorchers 165-6 (20)          | – | Brisbane Heat 132 (19.4) |
|                        |       | Perth Scorchers gewinnt mit 33 Runs |   |                          |

| 27. Dezember Scorecard | Adelaide | Hobart Hurricanes 214-5 (20)          | – | Adelaide Strikers 203-6 (20) |
|                        |          | Hobart Hurricanes gewinnt mit 11 Runs |   |                              |

| 28. Dezember Scorecard | Canberra | Sydney Thunder 182-8 (20)          | – | Melbourne Stars 164-8 (20) |
|                        |          | Sydney Thunder gewinnt mit 18 Runs |   |                            |

| 29. Dezember Scorecard | Brisbane | Brisbane Heat 138-9 (20)            | – | Sydney Sixers 142-2 (16.1) |
|                        |          | Sydney Sixers gewinnt mit 8 Wickets |   |                            |

| 30. Dezember Scorecard | Sydney | Sydney Thunder 156-4 (20)         | – | Melbourne Renegades 148-8 (20) |
|                        |        | Sydney Thunder gewinnt mit 8 Runs |   |                                |

| 31. Dezember Scorecard | Adelaide | Adelaide Strikers 142-8 (20)          | – | Perth Scorchers 146-3 (14.3) |
|                        |          | Perth Scorchers gewinnt mit 7 Wickets |   |                              |

| 1. Januar Scorecard | Hobart | Hobart Hurricanes 161-6 (20)          | – | Sydney Sixers 111 (19.3) |
|                     |        | Hobart Hurricanes gewinnt mit 50 Runs |   |                          |

| 1. Januar Scorecard | Brisbane | Brisbane Heat 149-7 (20)              | – | Melbourne Stars 153-5 (18.1) |
|                     |          | Melbourne Stars gewinnt mit 5 Wickets |   |                              |

| 2. Januar Scorecard | Melbourne | Melbourne Renegades 142-9 (20)          | – | Adelaide Strikers 143-5 (17.1) |
|                     |           | Adelaide Strikers gewinnt mit 5 Wickets |   |                                |

| 3. Januar Scorecard | Coffs Harbour | Brisbane Heat  | – | Sydney Sixers |
|                     |               | Spiel abgesagt |   |               |

| 3. Januar Scorecard | Perth | Perth Scorchers 177-4 (20)           | – | Sydney Thunder 179-6 (20) |
|                     |       | Sydney Thunder gewinnt mit 4 Wickets |   |                           |

| 4. Januar Scorecard | Melbourne | Melbourne Renegades 168-7 (20)        | – | Melbourne Stars 171-5 (19.4) |
|                     |           | Melbourne Stars gewinnt mit 5 Wickets |   |                              |

| 5. Januar Scorecard | Hobart | Adelaide Strikers 186-5 (20)            | – | Hobart Hurricanes 187-5 (18.4) |
|                     |        | Hobart Hurricanes gewinnt mit 5 Wickets |   |                                |

| 6. Januar Scorecard | Brisbane | Sydney Thunder 173-8 (20)           | – | Brisbane Heat 174-5 (18.5) |
|                     |          | Brisbane Heat gewinnt mit 5 Wickets |   |                            |

| 7. Januar Scorecard | Perth | Perth Scorchers 147-8 (20)                | – | Melbourne Renegades 150-6 (19.4) |
|                     |       | Melbourne Renegades gewinnt mit 4 Wickets |   |                                  |

| 8. Januar Scorecard | Sydney | Sydney Thunder | – | Hobart Hurricanes |
|                     |        | Spiel abgesagt |   |                   |

| 9. Januar Scorecard | Melbourne | Melbourne Stars 156-5 (20)          | – | Sydney Sixers 140-9 (20) |
|                     |           | Melbourne Stars gewinnt mit 16 Runs |   |                          |

| 10. Januar Scorecard | Hobart | Sydney Thunder 164-6 (20)               | – | Hobart Hurricanes 165-4 (16.5) |
|                      |        | Hobart Hurricanes gewinnt mit 6 Wickets |   |                                |

| 11. Januar Scorecard | Sydney | Sydney Sixers 220-3 (20)          | – | Perth Scorchers 206-7 (20) |
|                      |        | Sydney Sixers gewinnt mit 14 Runs |   |                            |

| 11. Januar Scorecard | Adelaide | Adelaide Strikers 251-5 (20)          | – | Brisbane Heat 195 (20) |
|                      |          | Adelaide Strikers gewinnt mit 56 Runs |   |                        |

| 12. Januar Scorecard | Melbourne | Melbourne Stars 165 (20)            | – | Melbourne Renegades 123 (19.5) |
|                      |           | Melbourne Stars gewinnt mit 42 Runs |   |                                |

| 13. Januar Scorecard | Sydney | Sydney Thunder 158-7 (20)          | – | Perth Scorchers 97 (17.2) |
|                      |        | Sydney Thunder gewinnt mit 61 Runs |   |                           |

| 14. Januar Scorecard | Hobart | Melbourne Renegades 154-7 (20)          | – | Hobart Hurricanes 155-6 (19.4) |
|                      |        | Hobart Hurricanes gewinnt mit 4 Wickets |   |                                |

| 15. Januar Scorecard | Adelaide | Adelaide Strikers 182-5 (20)        | – | Sydney Sixers 183-7 (19.5) |
|                      |          | Sydney Sixers gewinnt mit 3 Wickets |   |                            |

| 16. Januar Scorecard | Brisbane | Brisbane Heat 201-6 (20)                | – | Hobart Hurricanes 207-5 (20) |
|                      |          | Hobart Hurricanes gewinnt mit 5 Wickets |   |                              |

| 17. Januar Scorecard | Sydney | Sydney Sixers 36-1 (5.1/19) | – | Sydney Thunder |
|                      |        | No Result                   |   |                |

| 18. Januar Scorecard | Melbourne | Brisbane Heat 196-4 (20)                  | – | Melbourne Renegades 199-7 (18) |
|                      |           | Melbourne Renegades gewinnt mit 3 Wickets |   |                                |

| 18. Januar Scorecard | Perth | Adelaide Strikers 161 (19.1)          | – | Perth Scorchers 163-5 (16.2) |
|                      |       | Perth Scorchers gewinnt mit 5 Wickets |   |                              |

| 19. Januar Scorecard | Melbourne | Melbourne Stars 219-5 (20)          | – | Hobart Hurricanes 179 (19.3) |
|                      |           | Melbourne Stars gewinnt mit 40 Runs |   |                              |

## Playoffs

### Spiel A
| 21. Januar Scorecard | Hobart | Hobart Hurricanes 173-7 (20)          | – | Sydney Sixers 161-5 (20) |
|                      |        | Hobart Hurricanes gewinnt mit 12 Runs |   |                          |

### Spiel B
| 22. Januar Scorecard | Sydney | Sydney Thunder 135-7 (19/19)                    | – | Melbourne Stars 114 (18/19) |
|                      |        | Sydney Thunder gewinnt mit 21 Runs (D/L method) |   |                             |

### Spiel C
| 24. Januar Scorecard | Sydney | Sydney Sixers 151-7 (20)             | – | Sydney Thunder 157-6 (18.5) |
|                      |        | Sydney Thunder gewinnt mit 4 Wickets |   |                             |

### Finale
| 27. Januar Scorecard | Hobart | Sydney Thunder 182-7 (20)               | – | Hobart Hurricanes 185-3 (14.1) |
|                      |        | Hobart Hurricanes gewinnt mit 7 Wickets |   |                                |